# Варене
Варенето представлява равномерно нагряване на хранителни продукти (месо, зеленчуци и др.) до състояние на кулинарна готовност при пълно потапяне във вода, бульон, мляко, захарен сироп, или в атмосфера, наситена с водна пара, като по този начин те стават годни за възприемане от човешкия организъм.
- Варенето на хранителните продукти в течност при обикновено налягане се извършва в нехерметически затварящи се съдове. Температурата на нагряващата среда в тях не превишава 100 °С. Преминаването във водата на различни разтворими вещества не води до забележими изменения в температурата на кипене. Парите, които се образуват при варенето, могат да създадат допълнително налягане в съда, в резултат на което температурата може да се повиши до 101-102 °С.

В зависимост от вида на ястията продуктите, които ще се варят, се поставят в студена или във вряща вода.
В студена вода се варят полуфабрикати от месо, кости, птици, риба и др., предназначени за приготвяне на бульони.
Във вряща вода се варят хранителни продукти, които трябва да запазят най-пълно своите вкусови качества (напр. зеленчуци). Получената отвара може да се използва за други хранителни цели (производство на супи, сосове, ястия).
- Варене в малко количество течност. При този случай на варене продуктът се нагрява в собствения си сок или в течност, която не го покрива напълно. Използват се продукти, богати на влага.
- Варене при повишено налягане. Варенето на продуктите при повишено налягане се извършва в херметически затворени съдове, наречени автоклави. Те се използват за по-бързото приготвяне на ястия[3], като температурата на кипене на течната среда в тях достига до 135 °С. Използването на по-високо налягане е нецелесъобразно, тъй като над 130 °С във влажна среда силно се ускоряват хидролитичните процеси, което се отразява неблагоприятно върху качествата на хранителните продукти.

Този начин на топлинна обработка налага известни изменения в технологията на ястията. Така например при производството на бульон, супи или основни ястия всички необходими съставки на ястието се поставят едновременно в автоклав.
- Варене при понижена температура (изпаряване). Изпаряването се използва, когато се налага да се увеличи концентрацията на сухите вещества в течната фаза. За тази цел течността се нагрява в открити съдове при атмосферно налягане до температура на кипене и се изпарява до определен обем.

Изпаряването може да се извърши в закрити съдове под вакуум при температура на кипене на течната среда, по-ниска от 100 °С.
- Варене с пара. При варене на продуктите с наситена пара тя влиза в непосредствен контакт с тях, като отделя скрита топлина и ги нагрява до състояние на готовност.
- Варене в електрическо поле със СВЧ. Варенето на хранителните продукти в електрическо поле със свръхвисока честота е сравнително нов начин на топлинна обработка. При този начин на топлинна обработка става едновременно нагряване на продуктите по целия им обем, без да имат значение коефициентът на топлопроводност и дебелината на самия продукт. Нагряването се осъществява, като продуктът поглъща значителна енергия за кратки промеждутъци от време и по повърхността му не се образува изсушена коричка. По своите органолептични качества той се доближава до продукт, получен чрез варене в малко количество течност.

Важно предимство на метода на обемното нагряване в електрическо поле е, че времето за приготвяне на храната се намалява приблизително 10 пъти в сравнение с повърхностното нагряване и за голяма част от ястията съставлява няколко минути.
Голямата скорост на варенето се проявява най-пълно, когато масата на обработвания продукт е в границите от 0,3 до 1 kg.
При работа с апарати за свръхвисоко честотно нагряване следва да се използват съдове от порцелан, стъкло, специални пластмаси и др., т.е. от материали, които не поглъщат енергията на високочестотното поле и практически не се нагряват.